# Sixto Vizuete
Sixto Rafael Vizuete Toapanta (Latacunga, 13 gennaio 1961) è un allenatore di calcio ecuadoriano.

## Carriera

### Allenatore
Ha passato il periodo dal 1996 al 2006 come allenatore e preparatore di vari settori giovanili dell'ESPOLI, tra cui l'Under-14, 15, 18 e 20; nel 2006 ha guidato la selezione della Provincia del Pichincha Under-18 prima di passare alla Nazionale di calcio dell'Ecuador Under-20; dopo le dimissioni di Luis Fernando Suárez da commissario tecnico della Nazionale maggiore in seguito a tre sconfitte nelle prime tre partite nelle qualificazioni mondiali, ha assunto l'incarico al suo posto. È poi diventato CT della Nazionale Under-20.

## Palmarès

### Nazionale
- Giochi panamericani: 1

2007